# 総合資源エネルギー調査会
総合資源エネルギー調査会（そうごうしげんエネルギーちょうさかい）は、経済産業大臣の諮問機関。経済産業省設置法18条により、資源エネルギー庁に置かれている。

## 沿革
- 1961年8月　石油輸入自由化に伴うエネルギー政策を検討するため、通商産業省内部に「エネルギー懇談会」が設置された。
- 2001年1月　中央省庁等改革基本法第30条及び中央省庁等改革に係る大綱を踏まえ、経済産業省に設置されていた31の審議会が再編成され、資源エネルギー庁に設置された4つの審議会のひとつとして、「鉱物資源及びエネルギーの安定的かつ効率的な供給の確保並びにこれらの適正な利用の推進に関する重要事項等を調査審議すること」（経済産業省設置法19条）などを目的に設置された。
- 2006年5月　エネルギー安全保障を核とした「新・国家エネルギー戦略」を策定・公表した。[1][2]
- 2013年7月 総合資源エネルギー調査会の、分科会を統合、廃止する組織改編を実施。これにより分科会は基本政策分科会、資源燃料分科会、省エネルギー・新エネルギー分科会、電力・ガス事業分科会となる。

## 歴代会長
- -2007年1月22日 千速晃（新日本製鐵会長、経済団体連合会（経団連）副会長、日本鉄鋼連盟第10代会長などを歴任）
- 2007年3月1日-2014年7月31日[3]　三村明夫（新日本製鐵株式会社代表取締役社長）
- 2014年7月31日-2019年4月1日 坂根正弘（株式会社小松製作所相談役）
- 2019年4月1日[4]-2020年6月15日　榊原定征（東レ株式会社特別顧問）
- 2020年6月15日[5]-　白石隆 （熊本県立大学理事長）

## 委員
基本政策分科会。2021年8月4日時点の委員は以下の通り。現在は24名。

### 分科会長
- 白石隆 熊本県立大学理事長

### 委員
- 秋本圭吾 公益財団法人 地球環境産業技術研究機構システム研究グループリーダー
- 伊藤麻美 日本電鍍工業代表取締役
- 翁百合 日本総合研究所理事長
- 柏木孝夫 東京工業大学特命教授
- 橘川武郎 国際大学副学長・大学院国際経営学研究科教授
- 工藤禎子 三井住友銀行取締役専務執行役員
- 小林いずみ ANAホールディングス、みずほファイナンシャルグループ、三井物産社外取締役
- 崎田裕子 ジャーナリスト・環境カウンセラー
- 澤田純 日本電信電話株式会社代表取締役社長社長執行役員
- 杉本達治 福井県知事
- 隅修三 東京海上日動火災保険相談役
- 高村ゆかり 東京大学未来ビジョン研究センター教授
- 武田洋子 三菱総合研究所 シンクタンク部門副部門長（兼）政策・経済研究センター長
- 田辺新一 早稲田大学理工学術院創造理工学部教授
- 寺島実郎 日本総合研究所会長
- 豊田正知 日本エネルギー経済研究所理事長
- 橋本英二 日本製鉄代表取締役社長
- 増田寛也 東京大学公共政策大学院客員教授
- 松村敏弘 東京大学社会科学研究所教授
- 水本伸子 IHI顧問
- 村上千里 日本消費生活アドバイザー・コンサルタント・相談員協会環境委員長
- 山内弘隆 一橋大学名誉教授
- 山口彰 東京大学大学院工学系研究科教授

## 分科会・部会
調査会の下に分科会が置かれている。分科会の下に小委員会やワーキンググループが組織されることもある。
- 総会
- 基本政策分科会
- 資源・燃料分科会
- 省エネルギー・新エネルギー分科会
- 電力・ガス事業分科会